# Marcin Urbaś
Marcin Krzysztof Urbaś (Krakau, 17 september 1976) is een Poolse sprinter. Hij nam tweemaal deel aan de Olympische Spelen, maar won hierbij geen medailles.

## Prestaties
Urbaś is de Pools nationaal recordhouder (19,98) op de 200 meter, gelopen tijdens de wereldkampioenschappen atletiek van 1999 in Sevilla. Urbaś verbeterde hiermee het 20 jaar oude Poolse nationale record van Leszek Dunecki.
Hij is aangesloten bij AZS-AWF Kraków.

## Titels
- Pools kampioen 60 m indoor: 2002
- Pools kampioen 200 m indoor: 1998, 1999, 2003, 2004, 2005
- Pools kampioen 100 m: 2002
- Pools kampioen 200 m: 1998, 1999, 2000, 2001, 2004

## Persoonlijke records
Outdoor
| Onderdeel | Prestatie           | Datum             | Plaats        |
| --------- | ------------------- | ----------------- | ------------- |
| 100 m     | 10,30 s             | 1999              |               |
| 150 m     | 15,16 s             | 29 mei 2002       | Bielsko-Biała |
| 200 m     | 19,98 s (nat. rec.) | 25 augustus 1999  | Sevilla       |
| 400 m     | 47,08 s             | 11 september 2004 | Krakau        |

Indoor
| Onderdeel | Prestatie | Datum            | Plaats |
| --------- | --------- | ---------------- | ------ |
| 60 m      | 7,70 s    | 16 februari 2002 | Spala  |
| 200 m     | 20,55 s   | 1 maart 2002     | Wenen  |

## Palmares

### 100 m
- 2003: 5e Europacup - 10,48 s

### 200 m
- 1999: 5e WK - 20,30 s
- 2001:  Europacup - 20,69 s
- 2001:  Universiade - 20,56 s
- 2002:  EK indoor - 20,64 s
- 2004: 6e WK indoor - 21,49 s
- 2005:  EK indoor - 21,04 s
- 2005: 5e Europacup - 20,75 s
- 2006:  Europacup - 20,55 s

### 4 x 100 m estafette
- 1999: 5e WK - 38,70 s
- 2000: 8e OS - 38,96 s
- 2002:  EK - 38,71 s
- 2003: 5e WK - 38,96 s
- 2004: 5e OS - 38,54 s